# Ernst Martin (Germanist)

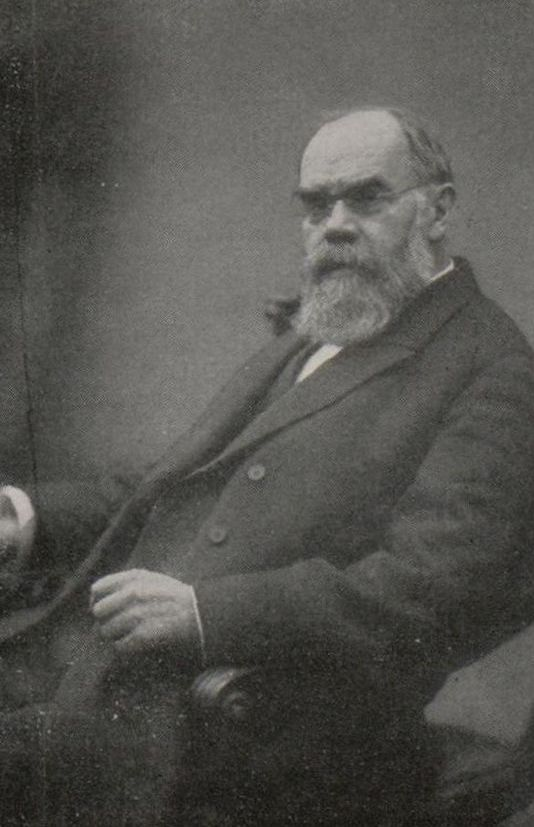
Ernst Martin

Ernst Eduard Martin (* 5. Mai 1841 in Jena; † 13. August 1910 in Straßburg) war ein deutscher Germanist und Romanist.

## Leben
Während seines Studiums in Jena wurde Martin 1858, wie sein Bruder Carl Eduard Martin (Jena, 1838-Puerto Montt, Chile, 1907) ein Jahr zuvor, Mitglied der Burschenschaft Arminia auf dem Burgkeller.
Ernst Martin war 1863 Gymnasiallehrer in Berlin, habilitierte sich 1866 als Privatdozent in Heidelberg, wurde 1868 außerordentlicher Professor an der Albert-Ludwigs-Universität Freiburg, und 1872 zum ordentlichen Professor ernannt, 1874 nach Prag, 1877 an die Kaiser-Wilhelm-Universität Straßburg berufen.
Martin war der Sohn des Mediziners Eduard Arnold Martin (1809–1875).

## Schriften
- Mittelhochdeutsche Grammatik. Berlin 1865, 10. Auflage 1882.
- Alpharts Tod, Dietrichs Flucht, Rabenschlacht. Berlin 1866.
- Examen critique des manuscrits du roman de Renard. Basel 1872.
- Kudrun. Halle 1872.
- Reinaert. Paderborn 1874.
- Das niederländische Volksbuch Reynaert de Vos, nach der Antwerpener Ausgabe von 1564.  Paderborn 1876 (Digitalisat).
- Hermann von Sachsenheim. 1878.
- Zur Gralssage. Straßburg 1880.
- Le roman de Renart. Straßburg 1882–1887, mit Suppl.
- mit Hans Lienhart: Wörterbuch der elsässischen Mundarten. 2 Bände. Straßburg 1899–1907.
- Adolf Stöber. Leben und Schriften. In: Jahrbuch für Geschichte, Sprache und Litteratur Elsass-Lothringens, IX. Jahrgang, Strassburg 1893, S. 129–147.
- Wolframs von Eschenbach Parzival und Titurel. II: Kommentar. Tübingen 1903; unveränderter Nachdruck Darmstadt 1976.

Martin ist Herausgeber der:
- Bibliothek der mittelhochdeutschen Litteratur in Böhmen. Prag 1876–80
- Elsässischen Litteraturdenkmäler. Straßburg 1878–87
- mit Wiegand: Elsässischen Studien. Straßburg 1882 ff.
- Geschichte der deutschen Litteratur. 2. Auflage Basel 1879 ff.